# 알폰소 6세
알폰소 6세(스페인어: Alfonso VI, 갈리시아어: Afonso VI, 바스크어: Alfontso VI.a Gaztelakoa, 1040?년- 1109년 7월 1일)는 레온 왕국(1065년~1109년)의 왕이자 갈리시아 왕국(1071년~1109년)과 카스티야 왕국(1072년~1109년)의 왕이다. 별칭은 'the Brave(El Bravo)'로 용맹왕이라는 뜻이다.

## 생애
알폰소 6세는 카스티야 왕국 및 레온 왕국의 왕인 페르난도 1세의 레온 왕국의 여왕인 산차 사이에서 태어났다.
1085년 톨레도(Toledo)를 점령한 뒤, 스스로 히스파니아(Hispania)의 황제라고 자처했다. 아버지 페르난도 1세 죽은 뒤 왕국은 산초 2세(Sancho II)에게 카스티야, 알폰소 6세는 레온 왕국, 가르시아 2세(García II)는 갈리시아의 왕위를 물려받았다. 하지만 산초 2세는 왕국 통일을 위해 영토 확장을 함으로, 갈리시아, 레온 왕국을 점령하였다. 하지만 그 해 10월, 산초 2세가 암살당한 뒤, 알폰소 6세가 레온과 카스티야의 왕위에 올랐다.

## 같이 보기
- 레온 왕국
- 카스티야 왕국
- 갈리시아 왕국